# Punct singular al unei varietăți algebrice
În geometria algebrică, un punct singular al unei varietăți algebrice V este un punct P care este „particular” (deci, singular), în sensul geometric că în acest moment spațiul tangent⁠(d) la varietate⁠(d) poate să nu fie definit în mod regulat. În cazul varietăților definite în {\displaystyle \mathbb {R} }, această noțiune generalizează noțiunea de neplanaritate locală. Un punct dintr-o varietate algebrică care nu este singular se spune că este regulat. O varietate algebrică care nu are vreun punct singular se spune că este nesingulară sau netedă.

## Definiție

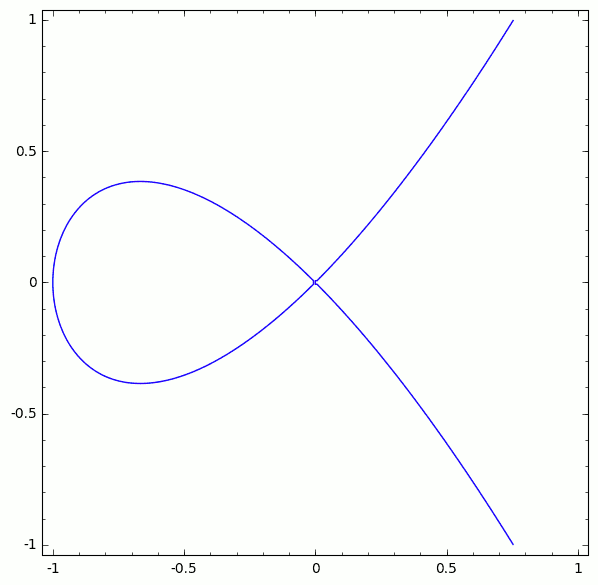
plană (cubică) cu ecuația y^{2} − x^{2}(x + 1) = 0 se autointersectează în origine (0, 0). Originea este un punct dublu al acestei curbe. Acest punct este singular deoarece aici nu se poate defini corect o singură tangentă.

O curbă plană definită de ecuația implicită
{\displaystyle F(x,y)=0},
unde F este o funcție netedă⁠(d), se spune că este singulară într-un punct dacă seria Taylor a lui F are în acest moment ordinul de cel puțin 2.
Motivul este că în calculul diferențial tangenta în punctul (x0, y0) a unei astfel de curbe este definită de ecuația
{\displaystyle (x-x_{0})F'_{x}(x_{0},y_{0})+(y-y_{0})F'_{y}(x_{0},y_{0})=0,}
al cărei membru stâng este termenul de gradul întîi al dezvoltării în serie Taylor. Astfel, dacă acest termen este zero, tangenta poate să nu fie definită în mod standard, fie pentru că nu există, fie pentru că trebuie dată o definiție specială.
În general, pentru o hipersuprafață
{\displaystyle F(x,y,z,\ldots )=0}
punctele singulare sunt acelea la care toate derivatele parțiale dispar simultan. O varietate algebrică V generală fiind definită ca rădăcinile comune ale mai multor polinoame, condiția ca un punct P al V să fie un punct singular este că matricea jacobiană⁠(d) a derivatelor parțiale de ordinul întâi ale polinoamelor are un rang în P care este mai mic decât rangul în alte puncte ale varietății.
Punctele lui V care nu sunt singulare sunt numite nesingulare sau regulate. Este întotdeauna adevărat că aproape toate punctele sunt nesingulare, în sensul că punctele nesingulare formează o mulțime care este atât deschisă cât și densă în varietate (pentru topologia Zariski⁠(d), precum și pentru topologia obișnuită, în cazul varietăților definite în {\displaystyle \mathbb {C} }).
În cazul unei varietăți reale (adică mulțimea punctelor cu coordonate reale ale unei varietăți definite prin polinoame cu coeficienți reali), varietatea este o formă lângă fiecare punct regulat. Dar este important de reținut că o varietate reală poate fi o formă și poate avea puncte singulare. De exemplu, ecuația {\displaystyle y^{3}+2x^{2}-x^{4}=0} definește o varietate diferențială reală, dar are un punct singular în origine. Acest lucru poate fi explicat spunând că curba are două ramuri⁠(d) conjugate complex care taie ramura reală în origine.

## Puncte singulare ale funcțiilor netede
Deoarece noțiunea de puncte singulare este o proprietate pur locală, definiția de mai sus poate fi extinsă pentru a acoperi clasa mai largă de funcții netede (funcții de la M la {\displaystyle \mathbb {R} ^{n}} unde există toate derivatele). Analiza acestor puncte singulare poate fi redusă la cazul varietăților algebrice folosind serii Taylor trunchiate.

## Noduri
În geometria algebrică clasică anumite puncte singulare au fost numite noduri. Un nod este un punct singular în care matricea hessiană este nesingulară; aceasta implică faptul că punctul singular are multiplicitatea doi și conul tangent nu este singular în afara vârfului său.